# Kupfermangel
Bei Kupfermangel steht dem Körper das essentielle Spurenelement Kupfer nicht in ausreichender Menge zur Verfügung. Kupfer findet sich in zahlreichen Enzymen und ist für die Aufnahme von Eisen im Magen-Darm-Trakt mitverantwortlich. Der verminderte Kupferspiegel im Blut wird als Hypocuprämie bezeichnet. In der Tiermedizin spielt der Kupfermangel vor allem bei Schafen und Ziegen eine Rolle und verursacht bei diesen die Enzootische Ataxie.

## Kupferstoffwechsel
Der Kupferbedarf kann über Lebensmittel gedeckt werden. Es findet sich in Fleisch, Geflügel, Fisch und Meeresfrüchten, Nüssen, Bohnen, getrocknetem Gemüse, Rosinen, dunkler Schokolade und Getreideprodukten. In geringerem Maße können zudem Kupferionen aufgenommen werden durch den Transport von Trinkwasser in kupferhaltigen Leitungen. Der Tagesbedarf eines Menschen liegt bei 1,5–3 mg.
Kupfer wird über den Magen-Darm-Trakt aufgenommen. Von dem mit der Nahrung zugeführten Kupfer werden 40–70 %, täglich etwa 2–5 mg aktiv resorbiert, dies geschieht vor allem im proximalen Zwölffingerdarm. Verantwortlich ist das Kupfer-Transport-Protein CTR-1 (High affinity copper uptake protein 1), das auf der luminalen (darminneren) Seite der Enterozyten Kupfer aus dem Darm in die Zellen aufnimmt, aber auch für den Kupfer-Transport in die Zelle im ganzen Körper exprimiert wird und vom Gen SLC31A1 codiert wird.
Nach der Aufnahme in die Darmzellen (Enterozyten) wird Kupfer dort an Metallothionein gebunden. Daran bindet auch Zink, aber mit geringerer Affinität. Metallisch besetztes Metallothionein führt in einer positiven Rückkopplung dazu, dass die Enterozyten vermehrt Metallthionein bilden, das dann vermehrt Kupfer bindet, wodurch dieses nicht in den Blutkreislauf abgegeben wird. Daher führt ein erhöhter Zinkspiegel dazu, dass der Körper die Kupfer-beladenen Enterozyten im Rahmen der ständigen Erneuerung der Darmzellen verliert und nicht genug Kupfer mobilisieren kann, woraus ein Kupfermangel resultieren kann.
Zunächst wird das Kupfer von den Darmzellen über die Pfortader zur Leber transportiert, an Albumin, Aminosäuren und Transkuprein gebunden. In der Leber wird es in den Hepatozyten ebenfalls an Metallothionein, an Superoxiddismutase und neu gebildetes Caeruloplasmin gebunden. Im Blut zirkuliert Kupfer zu 95 % fest an Caeruloplasmin gebunden, zu 5 % an Albumin, Aminosäuren und Transkuprein gebunden.
Mit einem Gesamtgehalt von 70–150 mg stellt Kupfer nach Eisen und Zink das dritthäufigste Spurenelement beim Menschen dar. Kupfer wird vor allem im Skelett, im Gehirn, in den Muskeln und der Leber (etwa 15 %) gespeichert. Die Ausscheidung von Kupfer erfolgt zu 80 % über die Galle, wobei das Kupfer fest an biliäre Proteine gebunden wird, die nicht wieder resorbiert werden, so dass es keinen enterohepatischen Kreislauf gibt. Weitere 20 % werden durch Gewebeverlust vor allem der Schleimhautzellen ausgeschieden, während die Urinausscheidung marginal ist. Kupfer findet sich auch in der Muttermilch. Für die Regulation der Kupferkonzentration innerhalb der Zellen (beispielsweise der Leber) sind ATP-abhängige Transportsysteme verantwortlich.

## Ursachen
Ein Kupfermangel kann sowohl durch eine ungenügende orale Zufuhr (Mangelernährung) als auch durch eine unzureichende Aufnahme, eine Malabsorption ausgelöst werden. Hauptursache ist gegenwärtig eine Magen-Bypass-Chirurgie (Adipositaschirurgie), vor allem bei einem Roux-en-Y-Magenbypass mit Ausschaltung des Zwölffingerdarms und unzureichender Substitution von Kupfer.
Daneben können auch andere Krankheiten mit gastrointestinaler Malabsorption, wie Zöliakie und ein erhöhter Zink-Spiegel zu einem Kupfermangel führen. Zink kann im Blut erhöht vorliegen durch übermäßige Zufuhr von zinkhaltigen Nahrungsergänzungsmitteln und Lebensmitteln und auch durch Verwendung zinkhaltiger Haftmittel für Zahnprothesen. Bei einer pathologisch erhöhten Zinkaufnahme in die Zellen der Darmwand wird infolge vermehrter Bildung von Metallothioneinen das hieran stärker gebundene Kupfer vermehrt in den Enterozyten angesammelt; es gelangt so in geringerem Umfang in die Blutbahn und geht im Rahmen der gewöhnlich ablaufenden Erneuerung der Darmwand dem Körper verloren.
Ebenso kann es durch eine dauerhaften parenteralen Ernährung bei nicht ausreichender Gabe von Kupfer zu Mangelerscheinungen kommen.
Auch die Einnahme des Antiepileptikums Valproinsäure kann über einen bisher nicht geklärten Mechanismus zum Kupfermangel führen.
Das seltene Menkes-Syndrom ist eine angeborene Stoffwechselstörung mit einem Kupfermangel, der bereits bei Kleinkindern zu Entwicklungsverzögerungen, Anfällen und progressiver Schwäche führt.
Bei etwa 20 % aller Patienten mit Kupfermangel wird keine Ursache des Kupfermangels identifiziert (sogenannter idiopathischer Kupfermangel).

## Krankheitsentstehung
Kupfer-abhängige Reaktionen sind essentiell für den Elektronentransport und die oxidative Phosphorylierung in der mitochondrialen Atmungskette, ebenso in antioxidativen Schutzreaktionen, in der Katecholamin-Synthese und in der posttranslationalen Modifikation von Neuropeptiden und Peptidhormonen, außerdem bei der Eisen-Homöostase in Gehirn.
Konkret ist Kupfer ein Kofaktor in Enzymen des Energiestoffwechsels wie Cytochromoxidase, Katalase, Peroxidase, Tyrosinase, Monoaminoxidase, Superoxid-Dysmutase (Schutz vor reaktivem Sauerstoff), Dopamin-β-Hydroxylase (Dopaminbildung), Uricase (Enzym nicht beim Menschen vorhanden), Lysyloxidase (Elastin- und Kollagensynthese) und Ascorbinsäureoxidase. Es ist wichtig für die Bildung des roten Blutfarbstoffes (Sauerstoffträger – Hämoglobin) und die Funktion der Zytochrome in den Mitochondrien.
Kupfer ist auch wichtig für die Aufnahme von Eisen aus der Nahrung (Resorption im Magen-Darm-Trakt). Beim Kupfermangel treten daher Symptome des Eisenmangels und Funktionsminderungen der entsprechenden Enzyme auf.

## Klinische Erscheinungen
Bei Kupfermangel kommt es vor allem zu neurologischen und hämatologischen Veränderungen.
Neurologisch stehen Parästhesien, Schwäche in Armen und Beinen und eine Gangunsicherheit im Vordergrund. Die Muskelschwäche ist meist in den Beinen stärker ausgeprägt.
Elektrophysiologisch zeigt sich oft eine gemischte sensorisch-motorische Polyneuropathie, und die Befunde können denen einer Amyotrophen Lateralsklerose ähnlich sein. Ebenso sind aber auch eine rein motorische oder rein sensorische Neuropathie möglich.
Zudem kann es zu einer Schädigung des Sehnervs und des Rückenmarks (Myelopathie) kommen, die oft der Myelopathie bei Vitamin-B12-Mangel ähnlich ist. Die Kupfermangel-Myelopathie wurde erstmals im Jahre 2001 durch Schleper und Stuerenburg beschrieben. Dabei zeigen sich in der Kernspintomografie in den T2-gewichteten Sequenzen hyperintense Veränderungen des Rückenmarks im Brust- und Halswirbelsäulenbereich vor allem in der dorsalen Mittellinienregion, im Bereich des Hinterhorns, in dem aufsteigende Nervenfasern sensorische Signale ins Gehirn weiterleiten. Aus der Hinterhorn-Dysfunktion resultieren eine sensorische Ataxie, eine Hyposensibilität (Empfindungslosigkeit) an Füßen und Händen, die in ihrer Ausbreitung strumpf- und handschuhförmig ist, und manchmal eine spastische Paraparese. Oft liegen auch Pyramidenbahnzeichen, periphere Neuropathien und eine Hyporeflexie (verminderte Reflexe) vor.
Hämatologische Veränderungen gehen den neurologischen Veränderungen meist voraus. Im Blutbild besteht oft eine Anämie, die typischerweise makrozytär ist, aber auch normozytär oder durch den sekundären Eisenmangel sideroblastische Mikrozytäre Anämie (Einlagerung von Eisen in Erythroblasten) sein kann. Daneben kann ein Mangel an Blutplättchen und seltener Mangel an weißen Blutzellen vorliegen, letzterer vermutlich durch eine reduzierte Zellteilung und einen Differenzierungsblock der CD34-positiven hämatopoetischen Stammzellen.
Knochenmark-Biopsien zeigen vermehrt myeloide und erythroide Vorläuferzellen mit Vakuolen, mit ringförmigen Sideroblasten und einer Dysplasie zahlreicher Hämatopoese-Zelllinien, die einem myelodysplastischen Syndrom ähneln kann. Es können auch unzureichend differenzierte Neutrophile auftreten, deren bilobuläre Form als „Pseudo-Pelger-Huët-Anomalie“ ebenfalls auf ein myelodysplastisches Syndrom hindeuten kann.
Bei allen Patienten mit Kupfermangel sind der Kupferspiegel im Blut sowie die Konzentration des hauptsächlichen Transportproteins Caeruloplasmin vermindert. Besonders bei gleichzeitig erhöhtem Zinkspiegel kann die Urinausscheidung von Kupfer reduziert sein.
Daneben kann ein lange bestehender Kupfermangel auch zur Osteoporose führen. Auch ein erhöhter Zuckerspiegel kann vorliegen, ebenso kann der Cholesterin-Wert des Blutes erhöht sein und es besteht ein erhöhtes Risiko für Herz-Kreislauf-Erkrankungen.

## Untersuchungsmethoden
Die normale Serumkupferkonzentration liegt zwischen 75 und 80 µg/dl als untere Grenze und 140–145 µg/dl als obere Grenze, oder 11,8–22,8 µmol/l. Davon sind 4 Prozent an Serumalbumin und 96 Prozent an Caeruloplasmin gebunden.
Da Caeruloplasmin ohne Kupferbindung schnell abgebaut wird, ist auch dessen Blutspiegel bei Kupfermangel reduziert. (Normwert 20–60 mg/dl)
Ist eine pathologisch erhöhte Zinkaufnahme ursächlich, müssen sich in den histologischen Untersuchungen vermehrt Kupferionen in den Enterozyten nachweisen lassen, andernfalls ist ein erhöhter Zinklevel nicht die Ursache.

## Vorbeugung und Behandlung
Behandlung und Vorbeugung bestehen in der Regel in einer ausreichenden Einnahme von Kupfer. Nach Adipositaschirurgie sollte Kupfer zusätzlich eingenommen werden. Im seltenen Falle einer Malabsorption muss Kupfer parenteral gegeben werden. Bei parenteraler Ernährung muss auch Kupfer als Spurenelement Bestandteil sein.
Bei einer Eisenmangelanämie kann bei Kupfermangel die parenterale Gabe von Eisen angezeigt sein, da dessen Resorption aus dem Magen-Darm-Trakt dann deutlich eingeschränkt ist.
Nach Behandlungsbeginn bilden sich die hämatologischen Veränderungen meist schnell zurück, während die neurologische Veränderungen nur sehr verzögert und unterschiedlich auf die Kupfergabe ansprechen und auch oft irreversibel sind. In zwei Studien mit 16 und 55 Patienten waren die Blutbildveränderungen bei der ersten Studie zu 93 % nach drei Monaten behoben, während die neurologischen Veränderungen sich nur bei 25 % bzw. 49 % der Patienten teilweise verbesserten, bei 42 % und 51 % nicht mehr zunahmen, und sich bei 33 % in der ersten Studie sogar weiter verschlechterten. Neurologische Verbesserungen wurden frühestens nach sechs Wochen und bis zu zweieinhalb Jahre nach Therapiebeginn beobachtet.

## Geschichte
Das Vorkommen von Kupfer in biologischen Organismen war schon Mitte des 19. Jahrhunderts bekannt. Schon damals wurde auch seine Bedeutung als essentielles Spurenelement diskutiert.